# Sainte-Colombe (Yonne)
Sainte-Colombe ist eine französische Gemeinde mit 185 Einwohnern (Stand: 1. Januar 2022) im Département Yonne in der Region Bourgogne-Franche-Comté (vor 2016 Bourgogne) im Osten Frankreichs. Die Gemeinde gehört zum Arrondissement Avallon und zum Kanton Joux-la-Ville (bis 2015 L’Isle-sur-Serein). 

## Geografie
Sainte-Colombe liegt etwa 52 Kilometer südsüdöstlich von Auxerre. Umgeben wird Sainte-Colombe von den Nachbargemeinden Coutarnoux im Norden, L’Isle-sur-Serein im Nordosten, Angely im Osten, Athie im Südosten, Provency im Süden, Thory im Westen sowie Joux-la-Ville im Nordwesten.
Durch die Gemeinde führt die Autoroute A6.

## Einwohnerentwicklung
| Jahr                      | 1962 | 1968 | 1975 | 1982 | 1990 | 1999 | 2006 | 2013 |
| ------------------------- | ---- | ---- | ---- | ---- | ---- | ---- | ---- | ---- |
| Einwohner                 | 168  | 163  | 146  | 134  | 148  | 143  | 151  | 204  |
| Quelle: Cassini und INSEE |      |      |      |      |      |      |      |      |

## Sehenswürdigkeiten
- Gräberfeld von Moutomble
- gallorömisches Urnenfeld
- Kirche Sainte-Colombe
- Schloss Origny